# Valse triste
Valse triste (Valzer triste), Op. 44, n. 1, è un breve lavoro orchestrale del compositore finlandese Jean Sibelius. Inizialmente faceva parte delle musiche di scena che Sibelius aveva composto per il dramma di suo cognato Arvid Järnefelt del 1903, Kuolema (Morte), ma è molto più noto come un brano da concerto a sé stante.

## Storia
Sibelius scrisse sei pezzi per la produzione di Kuolema del 2 dicembre 1903. Il primo fu intitolato Tempo di valse lente - Poco risoluto. Nel 1904 rivide il pezzo, che fu eseguito a Helsinki il 25 aprile di quell'anno come Valse triste. Fu un successo immediato con il pubblico, prese una vita a sé stante e rimane uno dei pezzi distintivi di Sibelius.
La spiegazione della musica, il suo funzionamento all'interno dell'opera originale, viene arricchita nelle note di programma:
È notte. Il figlio, che è stato a guardare accanto al capezzale della madre malata, si è addormentato per l'assoluta stanchezza, gradualmente una luce rossastra si diffonde nella stanza: c'è un suono di musica lontana: il bagliore e la musica si avvicinano fino alla musica di una melodia di valzer che galleggia lontano dalle nostre orecchie. La madre addormentata si sveglia, si alza dal letto e, nel suo lungo abito bianco, che assomiglia a un abito da ballo, inizia a muoversi silenziosamente e lentamente avanti e indietro. Agita le mani e fa cenno a tempo alla musica, come se stesse convocando una folla di ospiti invisibili. E ora compaiono, queste strane coppie visionarie, che si voltano e scivolano verso un ritmo di valzer soprannaturale. La donna morente si mescola ai ballerini; si sforza di farli guardare nei suoi occhi, ma gli ospiti oscuri tutti quanti evitano il suo sguardo. Poi sembra affondare esausta sul suo letto e la musica si interrompe. Ora raccoglie tutta la sua forza e invoca ancora una volta la danza, con gesti più energici di prima. Tornano le ombre dei ballerini, che girano in un ritmo selvaggio e folle. La strana gaiezza raggiunge il culmine; bussano alla porta, che si spalanca di colpo; la madre emette un grido disperato; gli ospiti spettrali svaniscono; la musica muore. La morte si trova sulla soglia.

## Pubblicazione e successivi sviluppi
La versione originale, presentata nel 1903 come Tempo di valse lente - Poco risoluto, non è sopravvissuta. Breitkopf & Härtel pubblicarono quest'ultimo pezzo nel 1905 come 'Op. 44'. Tuttavia, a causa della natura del contratto editoriale, Sibelius vide relativamente pochi soldi in termini di royalties dalle rappresentazioni del Valse triste. Nel 1906 Sibelius fuse il terzo e il quarto numero delle musiche di scena in un unico pezzo, che ribattezzò Scene with Cranes. Questo fu pubblicato postumo nel 1973, come Op. 44, n. 2; Valse triste fu rinumerato retrospettivamente come Op. 44, n. 1.
Secondo l'International Music Score Library Project nel 2014, il lavoro è "di dominio pubblico in Canada (dove ha sede l'IMSLP) e in altri paesi in cui il termine è 50 anni dalla morte dell'autore (come Cina, Giappone, Corea e molti altri in tutto il mondo). Dato che questo lavoro fu pubblicato per la prima volta prima del 1923 o non ha soddisfatto i requisiti di avviso o di rinnovo per garantire il diritto d'autore, è molto probabile che sia di dominio pubblico anche negli Stati Uniti".
Il 19 aprile 1952 la casa discografica Columbia Records e Porgie Music si costituirono in via stragiudiziale con George Williams, che aveva fatto causa all'etichetta per le royalties nel 1949 dopo aver registrato (con Gene Krupa) l'arrangiamento jazz di Williams di Valse Triste.
Il 13 novembre 2014 Wiener Philharmoniker ha pubblicato un avviso sulla sua pagina Facebook che affermava: "La Filarmonica di Vienna si rammarica di dover apportare modifiche al programma precedentemente annunciato del Concerto di Capodanno 2015. A causa di richieste inaccettabili avanzate dall'editore [che rimane Breitkopf & Härtel], Valse triste, che era stato preso in considerazione per celebrare il 150º anniversario della nascita di Jean Sibelius, non sarà eseguito come parte del Concerto di Capodanno 2015. Siamo lieti di annunciare che, al suo posto, l'orchestra eseguirà Anna Polka (in tedesco: Annen-Polka), Op.117, di Johann Strauss, Jr., sotto la direzione di Zubin Mehta".

## In altri media
- Wendy Carlos ha creato una versione per sintetizzatore di Valse triste per il film di Stanley Kubrick Shining. Il pezzo non è stato usato nel film, ma può essere ascoltato alla fine di Making The Shining, un documentario della figlia di Kubrick sulle riprese del film.
- Il film d'animazione Allegro Non Troppo usava Valse triste in "Feline Fantasies", un segmento sul fantasma di un gatto che vagava intorno alle rovine della casa in cui un tempo abitava.
- Il regista d'avanguardia Bruce Conner ha diretto un film sperimentale chiamato Valse Triste (1977) usando la musica di Sibelius.
- Un arrangiamento a cappella di Valse triste è stato registrato dal gruppo vocale finlandese Rajaton nell'album Maa in occasione del 50º anniversario della morte di Sibelius.
- Wayne Shorter ha registrato una versione di Valse triste per il suo album del 1965 The Soothsayer. Ha anche registrato Valse triste con il suo nuovo quartetto su Footprints Live! nel 2002.
- Valse triste è stato usato nel film La morte in vacanza del 1934 con Fredric March. Veniva suonato all'interno del palazzo durante la scena in cui La Morte, nella forma di un uomo, danza nel giardino con una giovane donna di nome Grazia.
- Valse triste è stato utilizzato nel numero del nastro nei Giochi olimpici del 2016 di Rio, da Jana Kudrjavceva, medaglia d'argento nella competizione All-Around di ginnastica ritmica.
- Valse triste è stato utilizzato nel film Parthenope di Paolo Sorrentino, uscito nel 2024.

## Strumentazione
La partitura è scritta per flauto, clarinetto in la, 2 corni in fa, timpani (insolitamente solo uno in re) e strumenti ad arco.